# 德之島
27°49′12″N 128°55′56″E / 27.82000°N 128.93222°E
德之島（日语：／ Tokuno-shima、琉球語：／ ）是奄美群島中的一個島嶼，位於奄美大島與沖永良部島之間，面積247.76平方公里，海岸線長約80公里。行政區屬於鹿兒島縣，島上設有德之島町、天城町和伊仙町，居民約27,000人。
島上中央地區為山地，主要山岳包括島中央的井之川岳（海拔645公尺）與北部的天城岳（海拔533公尺）。植被以常綠闊葉林為主，南部的伊仙町地區有石灰岩地形。
2004年曾規劃將島上三町合併，但由於居民投票未能通過，因此至今未有合併的進展。

## 交通
- 德之島機場

## 外部連結
- （日語） 德之島情報中心 （页面存档备份，存于）